# Baráth Lajos
 Baráth Lajos (Abaújkér, 1935. augusztus 18. – Vértessomló, 2006. július 29.) magyar író.

## Élete
Korán árvaságra jutott, nagynénje nevelte. Ácstanuló volt, majd Miskolcon, illetve Diósgyőrben próbált szerencsét 1957-1964 között. Az üzem munkáslapjába írogatott. A kor lehetőséget adott, ezt kihasználva Veres Péter, Illyés Gyula, Váci Mihály gyámsága alatt novelláskötetei jelentek meg.
Ekkoriban szinte pezsgett az ország irodalmi élete és a könyvkiadás. A rendszer kultúremírje (Aczél) semmilyen árat sem sajnál, hogy egy saját nevelésű és gondolkodású író-költő generáció jól érezze magát benne, jó minőségű és élvezhető, populáris, de tartalmas írások szülessenek.
A realista próza megtalálta az olvasóit. Igaz, a vallás és a világra kitekintés érezhetően tabu téma maradt.
Baráth Lajos ebben az időben alkotott 17 regényt és novelláskötetet, néhány filmet, egy drámát, megszámlálhatatlan publikációt és tárcát. Még a német könyvvásárra kijutott magyar szerzők válogatásába is bekerült Móricz Zsigmond és József Attila közé, „Sand” (Homok) című novellájával, mivel a kötet összeállítói szerint a munkás kádárista korra találóbb mű nem is kellett. SZOT-díjat kapott 1970-ben.

## Művei
- Ember fehér bottal (elbeszélések, 1962)
- Házak tábla nélkül (kisregény, 1963)
- Díszhal (regény, elbeszélések, 1963)
- Vesznyánka [„Tavaszka”; oroszul], elbeszélés, Moszkva, 1965)
- Lopakodó prédikátorok (kisregények, elbeszélések, 1966)
- Tűz és korom (regény, 1967, oroszul: Moszkva, 1969)
- Külső körön (regény, 1970)
- Sortűz (regény, elbeszélés, 1971)
- A hét százhatvannyolcadik órája, elb., München, 1972;
- A félelem földje (történelmi regény, 1975)
- Örökség (regény, 1976)
- Miért hullámzik a tenger? (elbeszélések, 1977)
- Kigyelmed, János mester (történelmi regény, 1979)
- A szörnyeteg (regény, 1979)
- Hármaskönyv (1983)
- Párnámon anyám ujjának melege (elbeszélések, 1983)
- Vakvágat (regény, 1986)
- A folyosó (regény, 1989)